# Nerezine
Nerezine su priobalno naselje u Hrvatskoj u sastavu Grada Malog Lošinja. Nalaze se u Primorsko-goranskoj županiji.
Održava se Nerezinska regata tradicijskih barki na jedra čija povijest seže do 1920. godine. Održavana je do 1941., zatim je obnovljena 1954. i održavana do 1966. te ponovno obnovljena 2011. godine. Održavaju se Nerezinske ljetne igre.

## Zemljopis
Nalaze se na istočnoj obali otoka Lošinja, južno od Osora, sjeverno od Svetoga Jakova i Ćunskog.

## Stanovništvo
| broj stanovnika | 919   | 924   | 1047  | 1180  | 1308  | 1424  | 1559  | 1282  | 981   | 719   | 586   | 456   | 410   | 397   | 371   | 353   | 397   |
|                 | 1857. | 1869. | 1880. | 1890. | 1900. | 1910. | 1921. | 1931. | 1948. | 1953. | 1961. | 1971. | 1981. | 1991. | 2001. | 2011. | 2021. |